# Бінді

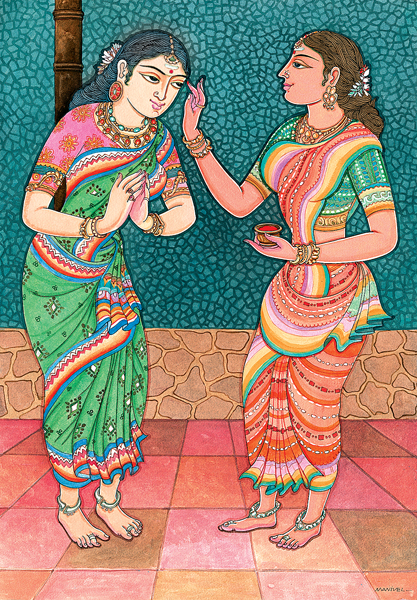
Нанесення бінді

Бі́нді (санскритське बिन्दि крапля, крапка) — прикраса обличчя жінок та дівчат (у центрі чола, трохи вище брів) у вигляді темної крапки (традиційно) або ж коштовної прикраси, мальованого символу чи певного знаку (альтернативно). Практика бінді (не варто плутати із тілакою — позначкою виключно релігійного характеру) розповсюджена на території Південної Азії (в Індії, Пакистані, Непалі, на Шрі-Ланці та в Бангладеш). До складу фарби, якою бінді наноситься, входить отрута кобри. Знак правди, так зване «третє око».

## Історія
Аж до встановлення незалежності Індії від Британської імперії, ця крапка позначала приналежність до якоїсь касти. Наприклад, якщо крапка була червоною, — жінка була з брахманів; якщо чорного, жінка належала до кшатріїв.

## Застосування

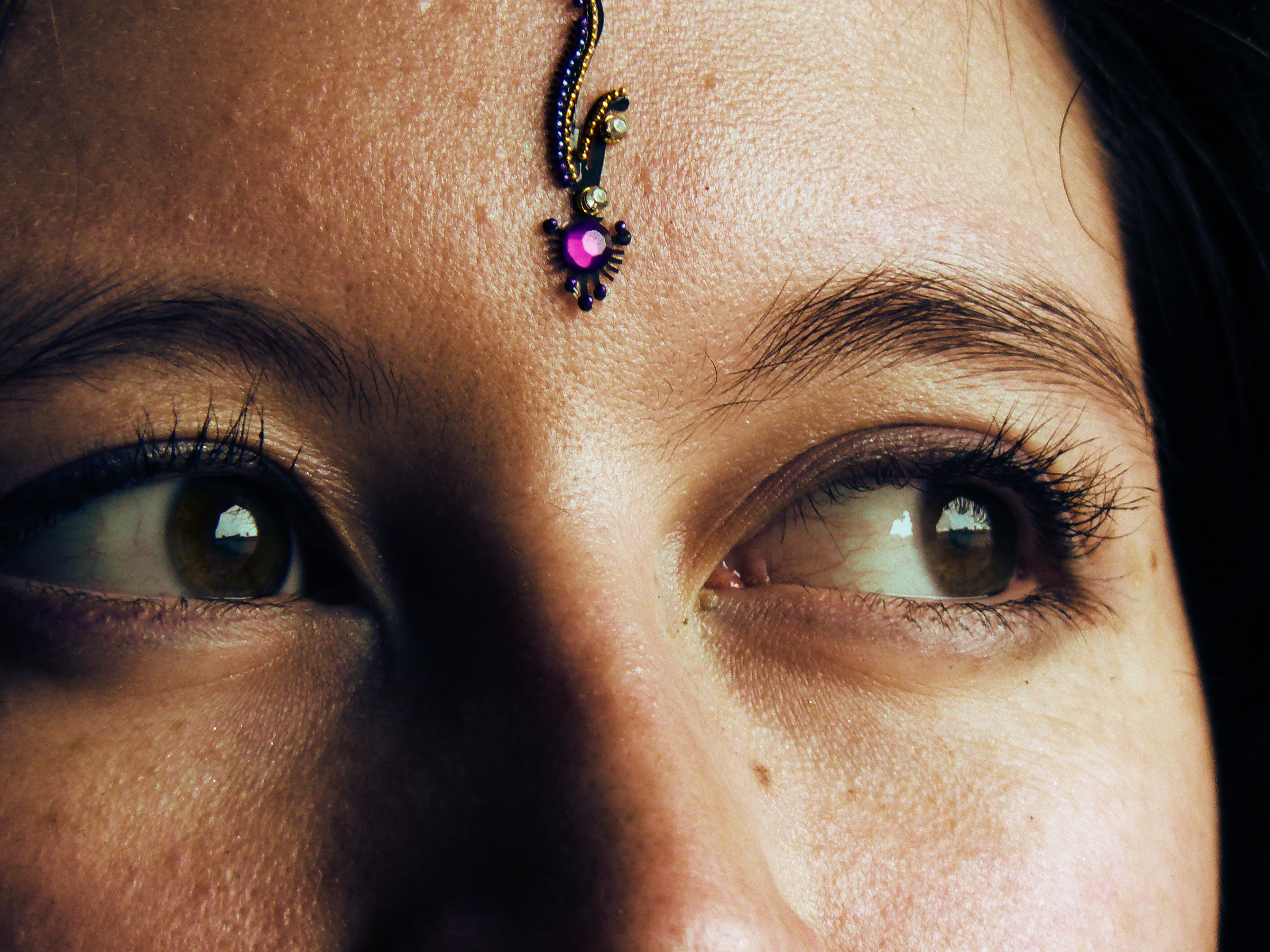
Декоративне сучасне бінді

Бінді наносять на обличчя жінки чи дівчини незалежно від віку, суспільного становища, релігійної приналежності, сімейного стану чи етнічного розмежування. Актуальність прикраси не втратила значимість і сьогодні, хоча традиційне колись червоне бінді тепер можна зустріти у найрізноманітніших формах чи кольорах. Сучасні жінки наносять навіть металеве чи напівпаперове бінді — маленьку цятку, липку із одного боку. Розповсюджені коштовні бінді з благородних металів та яскравих камінців.
Культура бінді серед сучасної індійської молоді не дуже розповсюджена, і дівчата наносять цю прикрасу лише за офіційних нагод. Але останнім часом прикраса стала предметом модних експериментів як західних, так і азійських дизайнерів одягу, що надає бінді ширшої популярності. Перевагу цій прикрасі надавали голлівудські зірки, такі як Джулія Робертс, Гвен Стефані, Шакіра, Мадонна, що іноді прикрашають чоло в індійському стилі. Українська співачка, вокалістка гурту Lama Наталя Дзеньків також часто виходить на сцену з бінді.
Окрім того, інтерес хіпі та техно-руху до культури Індії призвів до того, що бінді зі спіритуалістичного символу перетворилося на модну деталь повсякденного життя. Бінді — звичайний атрибут на рейв-сцені, а в США — це вже перетворилося на масову прикрасу різної форми та кольору.

## Духовне значення
Місце на чолі між брів (там, де наноситься бінді) вважається шостою чакрою (аджною), саме там за віруваннями індусів міститься «прихована мудрість». Адепти індуїзму вважають цю чакру шляхом виходу енергії кундаліні. Бінді покликане накопичувати енергію та посилювати розумову концентрацію, а також захищати від демонів, злого ока та поганого талану.

## Додаткові атрибути
Додатково, разом із бінді, одружені індійки наносять обрядову жовтогарячу смугу на проділ волосся (чи на чоло, туди де починається волосся), як символ свого родинного статусу. Під час обряду шлюбу наречений великим пальцем руки наносить кіновар (червоний фарбник) на лоб нареченої — відзнаку, яку дружина носитиме до кінця життя.

## Інші назви
- Потту (малаяламською та мовою тамілі)
- Кункума (на мові каннада)
- Чандло (на гуджараті)
- Потту чи тілакам (на телугу)
- Тіп букв. «тиснути» (на бенгалі)